# Liste der Mitglieder des Provinziallandtags der Rheinprovinz (5. Sitzungsperiode)
Diese Liste nennt die Mitglieder des 5. Provinziallandtages der Rheinprovinz 1837.

## Hintergrund
Der Provinziallandtag der Rheinprovinz bestand aus 75 Mitglieder, die sich in vier Kurien aufteilten. Die erste Kurie bestand aus vier Standesherren, die über Virilstimmen verfügten. Die Standesherren konnten sich vertreten lassen. Die zweite Kurie bestand aus den Vertretern der Ritterschaft, diese wurden in zwei Wahlkreisen (Regierungsbezirke Koblenz/Trier/Köln und Regierungsbezirke Aachen/Düsseldorf) gewählt. Die dritte Kurie bildeten die Vertreter der Städte. Diese wurden in indirekter Wahl bestimmt. Die vierte Kurie bildeten die Landgemeinden. Diese wählten die Vertreter in doppelt indirekter Wahl: Die Urwähler wählten Wahlmänner, diese dann Bezirkswähler. Wahlkreise waren die Landkreise. Für die Abgeordneten wurden jeweils auch Stellvertreter gewählt.
Der Provinziallandtag der Rheinprovinz trat in seiner 5. Sitzungsperiode vom 21. Mai 1837 bis zum 25. Juli 1837 zusammen.

## Liste der Abgeordneten
| Kurie                                | Wahlkreis | Abgeordneter                                                       | Anmerkung                                         |
| ------------------------------------ | --- | ------------------------------------------------------------------ | ------------------------------------------------- |
| Stand der Fürsten, Grafen und Herren | | Fürst Ferdinand zu Solms-Braunfels                                 | Graf Bernhard zu Solms-Braunfels                  |
| Stand der Fürsten, Grafen und Herren | | Fürst Hermann zu Wied                                              | Prinz Carl zu Wied                                |
| Stand der Fürsten, Grafen und Herren | | Fürst Ludwig zu Solms-Hohensolms-Lich                              | Landtagsmarschall                                 |
| Stand der Fürsten, Grafen und Herren | | Edmund Graf von Hatzfeld-Wildenburg                                |                                                   |
| Stand der Fürsten, Grafen und Herren | | Fürst Joseph zu Salm-Reifferscheidt-Dyck                           | Dyk bei Neuss                                     |
| Ritterschaft                         | Koblenz/Trier/Köln | Karl Ferdinand von Gerolt                                          | Appellationsgerichtsrat, Köln, als Stellvertreter |
| Ritterschaft                         | Koblenz/Trier/Köln | Friedrich von Handel                                               | Geheimer Regierungsrat, Trier                     |
| Ritterschaft                         | Koblenz/Trier/Köln | Freiherr Carl von Nordeck                                          | Burg Hemmerich                                    |
| Ritterschaft                         | Koblenz/Trier/Köln | Dr. Everhard von Groote                                            | Stadtrat, Köln                                    |
| Ritterschaft                         | Koblenz/Trier/Köln | Freiherr Karl von Mylius                                           | Geheimer Justizrat, Köln                          |
| Ritterschaft                         | Koblenz/Trier/Köln | Clemens Wenzelslaus Freier und Edler Herr von und zu Eltz-Rübenach | Wahn                                              |
| Ritterschaft                         | Koblenz/Trier/Köln | Freiherr Karl Dalwigk zu Lichtenfels                               | Haus Boisdorf                                     |
| Ritterschaft                         | Koblenz/Trier/Köln | Karl Friedrich von Loë                                             | Wissen                                            |
| Ritterschaft                         | Koblenz/Trier/Köln | Eduard Berghe gen. von Trips                                       | Düsseldorf                                        |
| Ritterschaft                         | Koblenz/Trier/Köln | Freiherr Ludwig Spieß von Büllesheim                               | Kammerherr, Düsseldorf                            |
| Ritterschaft                         | Koblenz/Trier/Köln | Ludwig von Hymmen                                                  | Geheimer Regierungs- und Landrat, Bonn            |
| Ritterschaft                         | Koblenz/Trier/Köln | Maximilian von Loë                                                 | Allner                                            |
| Ritterschaft                         | Aachen/Düsseldorf | Jakob von Herwegh                                                  | Gutsbesitzer, Köln                                |
| Ritterschaft                         | Aachen/Düsseldorf | Graf Carl Ludwig von Varo                                          | Bürgermeister, Straelen                           |
| Ritterschaft                         | Aachen/Düsseldorf | Peter von Rath                                                     | Lauersfort                                        |
| Ritterschaft                         | Aachen/Düsseldorf | Graf Max von Wolff-Metternich                                      | Düsseldorf                                        |
| Ritterschaft                         | Aachen/Düsseldorf | Graf Anton zu Stolberg-Wernigerode                                 | Regierungspräsident, Düsseldorf                   |
| Ritterschaft                         | Aachen/Düsseldorf | Graf Franz von Nesselrode-Ehreshoven                               |                                                   |
| Ritterschaft                         | Aachen/Düsseldorf | Freiherr Gisbert von Bodelschwingh-Plettenberg                     |                                                   |
| Ritterschaft                         | Aachen/Düsseldorf | Franz von Spee                                                     | Düsseldorf                                        |
| Ritterschaft                         | Aachen/Düsseldorf | Freiherr Friedrich von der Leyen-Blömersheim                       | Krefeld                                           |
| Ritterschaft                         | Aachen/Düsseldorf | Freiherr Gerhard von Carnap-Bornheim                               | Bornheim                                          |
| Ritterschaft                         | Aachen/Düsseldorf | Graf Hermann von Hompesch-Rurich                                   | Schloss Rurich                                    |
| Ritterschaft                         | Aachen/Düsseldorf | Freiherr Friedrich von Eerde                                       | Landrat, Geldern                                  |
| Ritterschaft                         | Koblenz/Trier/Köln | Christian Gottfried Solbrig                                        | Düsseldorf                                        |
| Städte                               | Köln | Johann Adolph Steinberger                                          | Oberbürgermeister, Köln                           |
| Städte                               | Köln | Peter Heinrich Merkens                                             | Präsident der Dampfschiffahrtsgesellschaft, Köln  |
| Städte                               | Aachen | Xavier Kuetgens                                                    | Tuchfabrikant, Aachen                             |
| Städte                               | Düsseldorf | Philipp Schöller                                                   | Rentner, Düsseldorf                               |
| Städte                               | Koblenz | Carl Paulinus Mohr                                                 | Medizinalassessor, Koblenz                        |
| Städte                               | Trier | Wilhelm von Haw                                                    | Landrat, Trier                                    |
| Städte                               | Elberfeld | Abraham Peter von Carnap                                           | Kaufmann, Elberfeld                               |
| Städte                               | Barmen | Johann Schuchard                                                   | Kaufmann, Barmen                                  |
| Städte                               | Krefeld | Abraham Sohmann                                                    | Kaufmann, Krefeld                                 |
| Städte                               | Kreuznach, Kirn, Sobernheim, St. Goar, Boppard, Oberwinter, Bacharach, Stromberg                                                       | Josef Friedrich Brust                                              | Boppard                                           |
| Städte                               | Stromberg, Trarbach, Zell, Cochem, Mayen, Andernach, Ahrweiler, Sinzig, Remagen, Simmern                                               | Karl August Dahmen                                                 | Apotheker, Ahrweiler                              |
| Städte                               | Ehrenbreitstein, Vallendar, Bendorf, Neuwied, Linz, Wetzlar, Braunfels                                                                 | Johannes Baptista Feith                                            | Kaufmann und Gutsbesitzer, Linz                   |
| Städte                               | Saarlouis, Saarbrücken, St. Johann, Ottweiler, St, Wendel, Baumholder                                                                  | Georg Schmidtborn                                                  | Kaufmann, Saarbrücken                             |
| Städte                               | Merzig, Prüm, Bitburg, Wittlich, Bernkastel, Saarburg, Neuerburg                                                                       | Jakob Funk                                                         | Saarburg, als Stellvertreter                      |
| Städte                               | Monschau, Eupen, Malmédy, St. Vith | Louis Doutrelepont                                                 | Kommerzienrat, Malmédy                            |
| Städte                               | Düren, Gemünd, Stolberg, Burtscheid | Dr. Friedrich Günther                                              | Bürgermeister, Düren                              |
| Städte                               | Jülich, Eschweiler, Heinsberg, Erkelenz, Geilenkirchen mit Hünshoven, Linnich                                                          | Maximilian Flemming                                                | Kaufmann, Geilenkirchen                           |
| Städte                               | Bonn, Münstereifel, Euskirchen, Zülpich, Rheinberg                                                                                     | Franz Joseph Becker                                                | Kaufmann, Bonn, als Stellvertreter                |
| Städte                               | Deutz, Mülheim am Rhein, Gladbach, Gummersbach, Wipperfürth, Siegburg, Königswinter, Neustadt                                          | Daniel Heuser                                                      | Kaufmann, Gummersbach                             |
| Städte                               | Ratingen, Kaiserswerth, Angermund mit Gerresheim, Mettmann, Langenberg mit Hardenberg, Wülfrath, Velbert, Kronenberg, Steele, Hilden   | Johann Abraham von den Steinen                                     | Rentner, Cronenberg                               |
| Städte                               | Duisburg, Mülheim an der Ruhr, Essen, Kettwig, Werden, Ruhrort, Dinslaken, Emmerich, Rees, Isselburg                                   | Fr. Voigt                                                          | Fabrikant, Mülheim an der Ruhr                    |
| Städte                               | Kleve, Wesel, Goch, Gelder, Rheinberg, Moers, Orsoy, Xanten                                                                            | Martin Frank Fonk                                                  | Steuereinnehmer, Goch                             |
| Städte                               | Neuss, Grevenbroich, Wevelinghoven, Gladbach, Viersen, Dahlen, Odenkirche, Rheydt, Uerdingen, Kempen, Süchtelen, Dülken, Kaldenkirchen | Johann Peter Bölling                                               | Kaufmann, Gladbach                                |
| Städte                               | Lennep, Ronsdorf, Lüttringhausen, Radevormwald, Burg, Hückeswagen, Wermelskirchen                                                      | Heinrich von Baur                                                  | Kaufmann, Ronsdorf                                |
| Städte                               | Solingen, Remscheid, Dorp, Gräfrath, Wald, Höhscheid mit Merscheid, Burscheid mit Leichlingen, Opladen mit Neukirchen, Hitdorf         | Ferdinand Jagenberg                                                | Kaufmann, Klauberg                                |
| Landgemeinden                        | Regierungsbezirk Köln | Carl Brünninghausen                                                | Bürgermeister, Niedercassel                       |
| Landgemeinden                        | Regierungsbezirk Köln | Josef Borlatti                                                     | Steuereinnehmer, Lechnich                         |
| Landgemeinden                        | Regierungsbezirk Köln | Peter Eich                                                         | Bürgermeister, Bödingen                           |
| Landgemeinden                        | Regierungsbezirk Köln | Johann Georg Rolshoven                                             | Bürgermeister, Meschenich                         |
| Landgemeinden                        | Regierungsbezirk Koblenz | Heinrich Sebastian Martin Eppert                                   | Posthalter, Kaisersesch, als Stellvertreter       |
| Landgemeinden                        | Regierungsbezirk Koblenz | Ernst Ludwig Emmelius                                              | Bürgermeister, Aßlar                              |
| Landgemeinden                        | Regierungsbezirk Koblenz | Johann Friedrich von Runkel                                        | Gutsbesitzer, Heddesdorf                          |
| Landgemeinden                        | Regierungsbezirk Koblenz | Bernhard Scheid                                                    | Gutsbesitzer, Linz                                |
| Landgemeinden                        | Regierungsbezirk Koblenz | Josef Mallmann                                                     | Gutsbesitzer, Simmern, als Stellvertreter         |
| Landgemeinden                        | Regierungsbezirk Koblenz | Johann Josef Emmel                                                 | Gutsbesitzer, Kreuznach                           |
| Landgemeinden                        | Regierungsbezirk Aachen | Hermann Josef Gormanns                                             | Notar, Erkelenz, als Stellvertreter               |
| Landgemeinden                        | Regierungsbezirk Aachen | Tilmann Emundts                                                    | Bürgermeister, Aldenhoven                         |
| Landgemeinden                        | Regierungsbezirk Aachen | Heinrich Kamp                                                      | Gutsbesitzer, Königskamp                          |
| Landgemeinden                        | Regierungsbezirk Aachen | Karl Cremer                                                        | Blankenheim, als Stellvertreter                   |
| Landgemeinden                        | Regierungsbezirk Düsseldorf | Joseph Anton von der Straeten                                      | Landrat, Gladbach                                 |
| Landgemeinden                        | Regierungsbezirk Düsseldorf | Gisbert Lensing                                                    | Canonicus, Emmerich                               |
| Landgemeinden                        | Regierungsbezirk Düsseldorf | Theodor Holtz                                                      | Bürgermeister, Hemmerden                          |
| Landgemeinden                        | Regierungsbezirk Düsseldorf | Johann Heinrich van Loë                                            | Gutsbesitzer, Uedem                               |
| Landgemeinden                        | Regierungsbezirk Düsseldorf | Joseph Tennhoff                                                    | Gutsbesitzer, Kempen                              |
| Landgemeinden                        | Regierungsbezirk Düsseldorf | Philipp Wagner                                                     | Gutsbesitzer, Saarbrücken                         |
| Landgemeinden                        | Regierungsbezirk Düsseldorf | Johann Peter Limburg                                               | Gutsbesitzer, Helenenberg, als Stellvertreter     |
| Landgemeinden                        | Regierungsbezirk Trier | Adolph Krämer                                                      | Fabrikbesitzer, Quint, als Stellvertreter         |
| Landgemeinden                        | Regierungsbezirk Trier | Franz Anton Kayser                                                 | Kommerzienrat, Trier                              |
| Landgemeinden                        | Regierungsbezirk Trier | Nicolaus Cetto                                                     | Gutsbesitzer, St. Wendel                          |